# Inscripció d'Alekanovo
La Inscripció d'Alekanovo és un grup de caràcters no desxifrats trobats al 1897 al llogaret rus d'Alekanovo (en l'actual Óblast de Vólogda) per l'arqueòleg rus Vasili Gorodtsov. Els símbols són inscrits en un petit test d'argila de 15 cm d'alçada, dins un cementeri eslau. Si bé es va comprovar que la inscripció és autèntica, no n'hi ha una lectura àmpliament acceptada. La inscripció fou datada per Gorodtsov com pertanyent als segles X a XI de la nostra era. Alguns caràcters semblants en fragments es trobaren a Alekanovo el 1898.
Gorodtsov proposava que els caràcters podrien ser runes, però només va trobar dos caràcters semblants a runes. Segons l'etnògraf polonés Jan Leciejewski, la inscripció és una escriptura especular i s'ha de llegir de dreta a esquerra. Segons alguns, la inscripció estaria escrita en idioma protoeslau. Una altra opinió és que la representa un joc de caràcters local, ideat en la unió tribal de Vyatich.(1)